# KOPW
KOPW王座（KOPWおうざ）は、新日本プロレスが管理、認定していた王座。

## 概要
2020年7月28日、オンライン会見でオカダ・カズチカの提案で創設。8月26日の後楽園ホール大会で8人によるシングルマッチ（1回戦）、8月29日の明治神宮野球場大会で4WAYマッチを行って暫定となる保持者を決定。
オカダは「IWGP＝新日本プロレス」の本道という崩してはいけないものがある中で、プロレスは他にも面白いルールがあり、そこに挑戦し続けていくタイトルと位置付けている。このため、選手権ルール、勝利条件も後述のように試合ごとに異なる。
他のプロレスの王座とは異なり、KOPWを保持している選手は「王者」ではなく「保持者」と呼ばれ、KOPWの防衛戦は「選手権試合」ではなく「争奪戦」と呼ばれる。KOPWは年単位で争われ、年内最後の争奪戦に勝利した選手がその年の覇者となる。なお、新日本プロレス公式サイトの「試合結果」において、歴代や防衛回数はカウントされていない（他の王座のように「〇度目の防衛に成功」という表記はされていない）。
2022年まではタイトル保持者にトロフィーが授与されていたが、2023年からは鷹木信悟の提案でチャンピオンベルトが新調され、トロフィーは大トロフィーにリニューアルの上、覇者に授与されるようになった。
2024年に覇者となったグレート-O-カーンは、自身をKOPWの永久チャンピオンとし、タイトルの封印を宣言。1月4日の東京ドーム大会で行われていたKOPW進出権争奪ニュージャパンランボーを、2025年はIWGP世界ヘビー級王座挑戦権争奪戦として行うこととなった。
2025年1月9日、先述のO-カーンの宣言を受け、IWGP実行委員会はKOPWの封印を正式に決定した。

## タイトルの意味
提案時点ではオカダ・カズチカは「KOPW」が何の頭文字であるかを明かしておらず、2020年8月26日に「僕がキング・オブ・プロレスリングになろうと思います」と「KING OF PRO WRESTLING」の略であることを明かした。ただし、あくまでオカダの解釈であり、自由に想像してもらって構わないとも発言しており、「KUSEMONO OF PRO WRESTLING」、「KAZUCHIKA OKADAの PRO WRESTLING」など解釈は自由であることを示している。

## ルール
- 試合は時間無制限1本勝負（試合形式により、変更となる場合あり）。
- 選手は各自が希望する試合形式を持ち寄り、どちらの試合形式で採用するかはファン投票で決定する。

## 選手が持ち込んだ特殊な試合形式一覧

### ハードコアマッチ、デスマッチ
- ランバージャック with レザーベルトデスマッチ（高橋裕二郎）
- インディアンストラップ系
  - YTR式テキサスストラップマッチ（矢野通）
  - テキサスストラップマッチ（チェーズ・オーエンズ）
  - 手錠デスマッチ（鈴木みのる）
  - ランバージャックストラップマッチ（EVIL）
- Kiss me Fitマッチ（グレート-O-カーン）
- NO-DQ I QUIT MATCH（矢野通）
- ドランクマッチ（一定間隔ごとに酒を一杯飲む）
  - 忘年会マッチ日本酒コース（矢野通）
  - 忘年会マッチウイスキーコース（金丸義信）
  - お花見マッチ（矢野通）
  - ウイスキーボトルラダーマッチ（タイチ）
- ドッグケージデスマッチ（矢野通）
- ニューヨークシティストリートファイトマッチ（エル・ファンタズモ）
- 時間無制限セコンド手錠拘束マッチ（タイチ）
- 凶器番人マッチ（高橋裕二郎）
- NO DQテーブルクラッシュマッチ（グレート-O-カーン）

### 特殊ルール
- ピンフォール2カウントマッチ（矢野通）
- 場外リングアウト5カウントマッチ（BUSHI）
- 縛りルール系
  - 必殺技指定マッチ（小島聡）
  - 必殺技禁止マッチ（エル・デスペラード）
  - 敗者山形追放&禁止技マッチ（SHO）
- ボディスラム or ラストコーナーパッドマッチ（矢野通）
- ボディスラムマッチ（バッドラック・ファレ）
- 暗闇創造黒頭巾マッチ（矢野通）
- ニュージャパン with 手錠 or 黒頭巾（矢野通）
- ノーロープ場外押し出しマッチ（タイチ）
- 30カウントピンフォールマッチ（タイチ）
- 鷹木式時間無制限3本勝負（鷹木信悟）
- 鷹木式10分無制限ピンフォールマッチ（鷹木信悟）
- 時間無制限決め技限定10カウントマッチ （タイチ）
- ラストダディスタンディングマッチ（鷹木信悟）
- 鷹木式ラストマンスタンディング ランバージャックデスマッチ（鷹木信悟）
- 30分オールカウントポイントマッチ（タイチ）
- 鷹木式30カウントピンフォールマッチ（鷹木信悟）
- アルティメットトライアドマッチ（アーロン・ヘナーレ）
- 鷹木式トライアドマッチ（鷹木信悟）
- 完全決着10分1本勝負（SHO）
- 金丸義信レフェリーマッチ（金丸義信）
- 急所攻撃あり＋全コーナーパッドつけ外し自由マッチ（金丸義信） ※どちらも金丸義信のみ有効
- 10ミニッツイシモリングフィットマッチ（石森太二）
- より多くのカバーカウントを獲った方が勝利（グレート-O-カーン）
- 4コーナータッチルール（グレート-O-カーン）
- ストームキャッチルール（上村優也）

### その他
- 1vs3ハンディキャップマッチ（オカダ・カズチカ）
- ダークネスマッチ（EVIL）
- アマチュアレスリングマッチ（矢野通）
- 異種格闘技マッチ（グレート-O-カーン）
- 2vs1ハンディキャップマッチ with 東郷 （ディック東郷）
- 浜松にちなんだ食べ物で大食い対決（グレート-O-カーン）
- マツダ車で使用しているタイヤをリング上で4つ積み上げたほうが勝利（グレート-O-カーン）
- 広島レモン早食い対決（グレート-O-カーン）

## 歴代保持者
| 初代     | 矢野通               | 1        | 2        | 2020年8月29日  | 明治神宮野球場     |
| KOPW2021 |                      |          |          |                |                    |
| 歴代     | 保持者               | 戴冠回数 | 防衛回数 | 日付           | 場所               |
| 初代     | 矢野通               | 2        | 2        | 2021年1月5日   | 東京ドーム         |
| 第2代    | チェーズ・オーエンズ | 1        | 0        | 2021年7月25日  | 東京ドーム         |
| 第3代    | 矢野通               | 3        | 2        | 2021年9月4日   | 西武ドーム         |
| KOPW2022 |                      |          |          |                |                    |
| 歴代     | 保持者               | 戴冠回数 | 防衛回数 | 日付           | 場所               |
| 初代     | 鈴木みのる           | 1        | 0        | 2022年1月5日   | 東京ドーム         |
| 第2代    | 矢野通               | 4        | 0        | 2022年2月20日  | 北海きたえーる     |
| 第3代    | タイチ               | 1        | 0        | 2022年4月9日   | 両国国技館         |
| 第4代    | 鷹木信悟             | 1        | 4        | 2022年4月25日  | 広島サンプラザ     |
| KOPW2023 |                      |          |          |                |                    |
| 歴代     | 保持者               | 戴冠回数 | 防衛回数 | 日付           | 場所               |
| 初代     | 鷹木信悟             | 2        | 2        | 2023年1月5日   | 大田区総合体育館   |
| 第2代    | タイチ               | 2        | 0        | 2023年4月29日  | 鹿児島アリーナ     |
| 第3代    | SHO                  | 1        | 0        | 2023年9月24日  | ワールド記念ホール |
| 第4代    | タイチ               | 3        | 1        | 2023年11月17日 | 山形ビッグウイング |
| KOPW2024 |                      |          |          |                |                    |
| 歴代     | 保持者               | 戴冠回数 | 防衛回数 | 日付           | 場所               |
| 初代     | 石森太二             | 1        | 0        | 2024年1月5日   | 墨田区総合体育館   |
| 第2代    | グレート-O-カーン    | 1        | 1        | 2024年1月20日  | 愛知県体育館       |
| 第3代    | 上村優也             | 1        | 0        | 2024年4月27日  | 広島サンプラザ     |
| 第4代    | グレート-O-カーン    | 2        | 2        | 2024年6月9日   | 大阪城ホール       |
| 封印     |                      |          |          |                |                    |

## 試合結果

### KOPW 2020
| 2020年8月26日 後楽園ホール |                         |                       |
| 『KOPW 2020』1回戦︎ 1vs3ハンディキャップマッチ                                                                                                 |                         |                       |
| ○オカダ・カズチカ | 15分26秒 マネークリップ | 高橋裕二郎 邪道 外道● |
| ※オカダ提案ルール「1vs3ハンディキャップマッチ」 オカダは3選手のうち1選手に、BCはオカダに勝利した時点で決着。                                  |                         |                       |
| 『KOPW 2020』1回戦 サブミッションマッチ |                         |                       |
| ●SHO | 19分37秒 足4の字固め    | SANADA○               |
| ※両者合意ルール「サブミッションマッチ」 決着はギブアップ、レフェリーストップのみ。                                                            |                         |                       |
| 『KOPW 2020』1回戦 ピンフォール2カウントマッチ                                                                                                |                         |                       |
| ○矢野通 | 4分44秒 片エビ固め      | BUSHI●                |
| ※矢野提案ルール「ピンフォール2カウントマッチ」 決着は2カウントピンフォールのみ                                                                |                         |                       |
| 『KOPW 2020』1回戦 必殺技禁止マッチ |                         |                       |
| ●小島聡 | 14分13秒 反則           | エル・デスペラード○   |
| ※デスペラード提案ルール「必殺技禁止マッチ」 いわゆる「縛りプレイ」。 小島はラリアット、デスペラードはピンチェ・ロコを使用した場合、反則負け。 |                         |                       |

| 2020年8月29日 明治神宮野球場       |                          |                           |
| 『KOPW 2020』決定戦 4WAYマッチ     |                          |                           |
| ●オカダ・カズチカ ○矢野通          | 7分01秒 横入り式エビ固め | SANADA エル・デスペラード |
| ※矢野が『KOPW 2020』保持者となる。 |                          |                           |

| 2020年11月7日 大阪府立体育会館 |                       |                                 |
| 『KOPW 2020』争奪戦 ノーコーナーパッドマッチ                                                                                             |                       |                                 |
| ○矢野通 （保持者） | 12分11秒 リングアウト | ザック・セイバーJr.● （挑戦者） |
| ※保持者が『KOPW 2020』防衛に成功。 ※両者合意ルール「ノーコーナーパッドマッチ」 4つのコーナー全てのコーナーパッドを外した状態で試合を行う |                       |                                 |

| 2020年12月23日 後楽園ホール |                      |                                  |
| 『KOPW 2020』争奪戦 ボディスラムマッチ or ラストコーナーパッドマッチ |                      |                                  |
| 〇矢野通 （保持者） | 6分11秒 ボディスラム | バッドラック・ファレ● （挑戦者） |
| ※保持者が『KOPW 2020』防衛に成功。 ※矢野提案ルール「ボディスラム or ラストコーナーパッドマッチ」 相手をボディスラムで投げた場合、または4つのコーナーパッドを外していき最後のコーナーパッドを外した選手が勝者となる。 |                      |                                  |

### KOPW 2021
| 2021年1月4日 東京ドーム |                                     |                             |
| 『KOPW 2021』進出権争奪ニュージャパンランボー |                                     |                             |
| チェーズ・オーエンズ BUSHI | 34分40秒 オーバー・ザ・トップロープ | バッドラック・ファレ 矢野通 |
| ※シングルマッチからスタートして1分毎に1選手が登場してくる時間差バトルロイヤル。敗れた選手から退場していき、最後の4選手になった時点で決着とする。なおトップロープを超えて場外に転落した選手も退場となる。出場選手と順番はテーマ曲によって発表とする。最後に残った上記4選手が、2021年1月5日東京・東京ドーム大会で行われる『KOPW 2021』決定戦4WAYマッチ進出権を獲得する。 【退場順】 1：永田裕志、鈴木みのる、3：トーア・ヘナーレ、4：後藤洋央紀、YOSHI-HASHI、6：真壁刀義、7：DOUKI、8：高橋裕二郎、9：石井智宏、10：本間朋晃、11：天山広吉、12：ロッキー・ロメロ、13：SHO、14：タイガーマスク、15：ゲイブリエル・キッド、16：辻陽太、17：上村優也 |                                     |                             |

| 2021年1月5日 東京ドーム            |                    |                              |
| 『KOPW 2021』決定戦 4WAYマッチ     |                    |                              |
| ●BUSHI バッドラック・ファレ        | 7分34秒 片エビ固め | 矢野通○ チェーズ・オーエンズ |
| ※矢野が『KOPW 2021』保持者となる。 |                    |                              |

| 2021年2月27日 大阪城ホール |                                            |                                  |
| 『KOPW 2021』争奪戦 YTR式テキサスストラップマッチ |                                            |                                  |
| 〇矢野通 （保持者） | 12分50秒 4本目のコーナーパッド除去（LCPR） | チェーズ・オーエンズ● （挑戦者） |
| ※保持者が『KOPW 2021』防衛に成功。LCPRはラストコーナーパッドリムーブの頭文字。 ※矢野提案ルール「YTR式テキサスストラップマッチ」 お互いの手首をテキサス・ストラップで繋ぎ、4つ目のコーナーパッドを外した選手が勝者となる。 |                                            |                                  |

| 2021年4月28日 鹿児島アリーナ |                           |                  |
| 『KOPW 2021』争奪戦 暗闇創造黒頭巾マッチ |                           |                  |
| 〇矢野通 （保持者） | 14分58秒 横入り式エビ固め | EVIL● （挑戦者） |
| ※保持者が『KOPW 2021』防衛に成功。 ※矢野提案ルール「暗闇創造黒頭巾マッチ」 4本の鉄柱にセットされた黒頭巾を相手に被せた場合のみ、ピンフォール、ギブアップ、場外カウント、KOカウント等の決着が有効。 |                           |                  |

| 2021年7月25日 東京ドーム |                     |                        |
| 『KOPW 2021』争奪戦 ニュージャパンランボーwith手錠（時間差バトルロイヤル） |                     |                        |
| ●矢野通 （保持者） | 35分36秒 片エビ固め | チェーズ・オーエンズ〇 |
| ※チェーズ・オーエンズが『KOPW 2021』保持者となる。 ※シングルマッチからスタートして1分毎に1選手が登場してくる時間差バトルロイヤル。敗れた選手から退場していき、最後まで残った選手を勝者とする。なおトップロープを越えて場外に転落した場合に加えて、フェンス内各所にセットしてある手錠に繋がれた選手も退場となる。出場選手と順番はテーマ曲によって発表とする。 【退場順】 1：真壁刀義、2：本間朋晃、3：鈴木みのる、4：SHO、YOH、金丸義信、7：天山広吉、8：小島聡、9：BUSHI、10：タイガーマスク、11：マスター・ワト、DOUKI、13：石井智宏、14：ディック東郷、15：後藤洋央紀、16：永田裕志、17：グレート-O-カーン、18：KENTA、19：YOSHI-HASHI、20：高橋裕二郎、21：矢野通（保持者） |                     |                        |

| 2021年9月4日 西武ドーム |                        |                    |
| 『KOPW 2021』争奪戦 NO-DQ I QUIT MATCH |                        |                    |
| ●チェーズ・オーエンズ （保持者） | 28分03秒 I said I quit | 矢野通○ （挑戦者） |
| ※挑戦者が『KOPW 2021』保持者となる。 反則裁定なし。決着はマイクを使用して相手に「I QUIT（ギブアップ）」と言わせた場合のみ。 I said I quitは「『参った』と言った」という意味。 |                        |                    |

| 2021年11月6日 大阪府立体育会館                                                                                            |     |                               |
| 『KOPW 2021』争奪戦 アマチュアレスリングマッチ                                                                            |     |                               |
| ○矢野通 （保持者） | 6-5 | グレート-O-カーン● （挑戦者） |
| ※保持者が『KOPW 2021』防衛に成功。 ※矢野提案ルール「アマチュアレスリングマッチ」 アマチュアレスリングルールで試合を行う。 |     |                               |

| 2021年12月24日 後楽園ホール |                           |                      |
| 『KOPW 2021』争奪戦 忘年会マッチウイスキーコース |                           |                      |
| ○矢野通 （保持者） | 9分54秒 鬼殺し→片エビ固め | 金丸義信● （挑戦者） |
| ※保持者が『KOPW 2021』防衛に成功。 ※金丸提案ルール「忘年会マッチウイスキーコース」 いわゆる「ドランクマッチ」 通常の試合開始から2分おきにウイスキーをお互いにショット1杯を飲み干す。20秒以内に飲み干せない場合は敗退。プロレスルールによる決着も有効。 |                           |                      |

### KOPW 2022
| 2022年1月4日 東京ドーム |                 |                   |
| 『KOPW 2022』進出権争奪ニュージャパンランボー |                 |                   |
| チェーズ・オーエンズ CIMA | 27分14秒 体固め | 鈴木みのる 矢野通 |
| ※シングルマッチからスタートして1分毎に1選手が登場してくる時間差バトルロイヤル。敗れた選手から退場していき、最後の4選手になった時点で決着とする。なおトップロープを超えて場外に転落した選手も退場となる。出場選手と順番はテーマ曲によって発表とする。最後に残った上記4選手が、2022年1月5日東京・東京ドーム大会で行われる『KOPW 2022』決定戦4WAYマッチ進出権を獲得する。 【退場順】 1.藤田晃生、2.中島佑斗、3.大岩陵平、4.TAKAみちのく、5.マスター・ワト、6.天山広吉、7.小島聡、8.DOUKI、9.金丸義信、10.本間朋晃、11.永田裕志、12.バッドラック・ファレ、13.アーロン・ヘナーレ、14.藤波辰爾、15.真壁刀義 |                 |                   |

| 2022年1月5日 東京ドーム            |                                             |                   |
| 『KOPW 2022』決定戦 4WAYマッチ     |                                             |                   |
| ●矢野通 チェーズ・オーエンズ       | 6分08秒 ゴッチ式パイルドライバー→片エビ固め | 鈴木みのる〇 CIMA |
| ※鈴木が『KOPW 2022』保持者となる。 |                                             |                   |

| 2022年2月20日 北海きたえーる |                           |                    |
| 『KOPW 2022』争奪戦 ドッグケージデスマッチ |                           |                    |
| ●鈴木みのる （保持者） | 13分48秒 ドッグケージ収監 | 矢野通○ （挑戦者） |
| ※挑戦者が『KOPW 2022』保持者となる。 ※矢野提案ルール「ドッグケージデスマッチ」 ドッグケージに相手を入れた選手を勝者とする。ピンフォール、リングアウト、反則裁定はなし。 |                           |                    |

| 2022年4月9日 両国国技館 |                      |                     |
| 『KOPW 2022』 争奪戦 ノーロープ場外押し出しマッチ |                      |                     |
| ●矢野通 （保持者） | 4分18秒 場外押し出し | タイチ〇 （挑戦者） |
| ※挑戦者が『KOPW 2022』保持者となる。 ※タイチ提案ルール｢ノーロープ場外押し出しマッチ｣ 場外に押し出した方を勝者とする。ピンフォール、ギブアップ、反則裁定は無し。 |                      |                     |

| 2022年4月25日 広島サンプラザ |                         |                       |
| 『KOPW 2022』争奪戦 30カウントピンフォールマッチ                                                                                              |                         |                       |
| ●タイチ （保持者） | 26分20秒 30カウント奪取 | 鷹木信悟〇 （挑戦者） |
| ※挑戦者が『KOPW 2022』保持者となる ※タイチ提案ルール｢30カウントピンフォールマッチ｣ トータルで30カウントピンフォールを奪った選手を勝者とする。 |                         |                       |

| 2022年6月12日 大阪城ホール |       |                    |
| 『KOPW 2022』争奪戦 鷹木式10分無制限ピンフォールマッチ |       |                    |
| 〇鷹木信悟 （保持者） | 11-10 | タイチ● （挑戦者） |
| ※保持者が『KOPW 2022』防衛に成功。 ※鷹木提案ルール｢鷹木式10分無制限ピンフォールマッチ｣ 10分でより多くのピンフォールカウントを奪った選手を勝者とする。3カウントピンフォール、ギブアップ、リングアウトでの決着はなしとする。 |       |                    |

| 2022年10月10日 両国国技館 |                         |                                |
| 『KOPW 2022』 争奪戦 Who's Your Daddy Match |                         |                                |
| 〇鷹木信悟 （保持者） | 16分01秒 グランド卍固め | エル・ファンタズモ● （挑戦者） |
| ※保持者が『KOPW 2022』防衛に成功。 ※両者合意ルール｢Who's Your Daddy Match｣ 試合後、敗者はリング上にてマイクで『アナタがダディです』と勝者に言わなければならないものとする。 |                         |                                |

| 2022年10月29日 Palladium Times Square（ニューヨーク州ニューヨーク・タイムズスクエア）                                                              |                           |                                |
| 『KOPW 2022』 争奪戦 ニューヨークシティストリートファイトマッチ                                                                                    |                           |                                |
| 〇鷹木信悟 （保持者） | 20分59秒 鷹木ドライバー98 | エル・ファンタズモ● （挑戦者） |
| ※保持者が『KOPW 2022』防衛に成功。 ※反則なんでもアリ、場外カウントアウトなしのノーDQマッチ形式。勝敗はピンフォール、ギブアップ、KOでの決着となる。 |                           |                                |

| 2022年12月19日 国立代々木競技場第二体育館 |                                                |                    |
| 『KOPW 2022』争奪戦 鷹木式ラストマンスタンディング ランバージャックデスマッチ |                                                |                    |
| ○鷹木信悟 （保持者） | 29分39秒 ラスト・オブ・ザ・ドラゴン→片エビ固め | ●タイチ （挑戦者） |
| ※保持者が『KOPW 2022』防衛に成功。 ※鷹木提案ルール｢鷹木式ラストマンスタンディング ランバージャックデスマッチ｣ 3カウントフォールのあと、ダウンカウントで10カウントも取った場合に勝利。選手が場外に落ちた際はリング内に押し戻される。 |                                                |                    |

### KOPW 2023
| 2023年1月4日 東京ドーム |                                     |                 |
| 『KOPW 2023』進出権争奪ニュージャパンランボー |                                     |                 |
| SHO グレート-O-カーン | 30分37秒 オーバー・ザ・トップロープ | 矢野通 鷹木信悟 |
| ※シングルマッチからスタートして1分毎に1選手が登場してくる時間差バトルロイヤル。敗れた選手から退場していき、最後の4選手になった時点で決着とする。なおトップロープを超えて場外に転落した選手も退場となる。出場選手と順番はテーマ曲によって発表とする。最後に残った上記4選手が、2023年1月5日東京・大田区総合体育館大会で行われる『KOPW 2023』争奪戦4WAYマッチ進出権を獲得する。 【退場順】 1.EVIL、2.石井智宏、3.DOUKI、4.金丸義信、5.ロッキー・ロメロ6.田口隆祐、7.ヒクレオ、8.ジェフ・コブ、9.シェイン・ヘイスト、10.マイキー・ニコルス、11.アーロン・ヘナーレ、12.タイチ、13.高橋裕二郎、14.KENTA、15.エル・ファンタズモ |                                     |                 |

| 2023年1月5日 大田区総合体育館      |                                                |                       |
| 『KOPW 2023』争奪戦 4WAYマッチ     |                                                |                       |
| ●矢野通 ○鷹木信悟                  | 12分50秒 ラスト・オブ・ザ・ドラゴン→片エビ固め | グレート-O-カーン SHO |
| ※鷹木が『KOPW 2023』保持者となる。 |                                                |                       |

| 2023年1月22日 愛知県体育館           |              |                               |
| 『KOPW 2023』争奪戦 異種格闘技マッチ |              |                               |
| ○鷹木信悟 （保持者）                 | 22分37秒 TKO | グレート-O-カーン● （挑戦者） |
| ※保持者が『KOPW 2023』防衛に成功。   |              |                               |

| 2023年4月2日 後楽園ホール                          |                           |                                |
| 『KOPW 2023』争奪戦 アルティメットトライアドマッチ |                           |                                |
| ○鷹木信悟 （保持者）                               | 38分15秒 10カウントダウン | アーロン・ヘナーレ● （挑戦者） |
| ※保持者が『KOPW 2023』防衛に成功。                 |                           |                                |

| 2023年4月29日 鹿児島アリーナ               |              |                    |
| 『KOPW 2023』争奪戦 鷹木式トライアドマッチ |              |                    |
| ●鷹木信悟 （保持者）                       | 43分40秒 TKO | タイチ○ （挑戦者） |
| ※挑戦者が『KOPW 2023』保持者となる         |              |                    |

| 2023年9月24日 ワールド記念ホール                     |                                    |                 |
| 『KOPW 2023』争奪戦 時間無制限セコンド手錠拘束マッチ |                                    |                 |
| ●タイチ （保持者）                                   | 13分01秒 ショックアロー→片エビ固め | SHO○ （挑戦者） |
| ※挑戦者が『KOPW 2023』保持者となる                   |                                    |                 |

| 2023年11月17日 山形ビッグウィング |                                        |                    |
| 『KOPW 2023』争奪戦 金丸義信レフェリーマッチ |                                        |                    |
| ●SHO （保持者） | 20分47秒 タイチ式ラストライド→エビ固め | タイチ○ （挑戦者） |
| ※挑戦者が『KOPW 2023』保持者となる。なお金丸義信レフェリーマッチの他に、敗者山形追放＆禁止技マッチも追加されており、タイチはブラックメフィスト、天翔十字鳳、デンジャラスバックドロップ、相撲殺法、SHOはシューティングスタープレス、フェニックススプラッシュ、ダブルローテーションムーンサルトプレス、ロシア軍隊格闘術・システマ殺法が禁止となった。なお敗れたSHOは山形追放となった。 |                                        |                    |

| 2023年12月21日 後楽園ホール |                                        |                      |
| 「『KOPW 2023』争奪戦 ウイスキーボトルラダーマッチ（場外カウントなし）                                                                             |                                        |                      |
| ○タイチ （保持者） | 25分24秒 ブラックメフィスト→片エビ固め | 金丸義信● （挑戦者） |
| ※タイチが『KOPW 2023』覇者となる。 ※『ウイスキーボトルラダーマッチ』は、ウイスキーボトルを最初に手にした者のみ使用が認められる。場外カウントなし。 |                                        |                      |

### KOPW 2024
| 2024年1月4日 東京ドーム |                                     |                 |
| 『KOPW 2024』進出権争奪ニュージャパンランボー |                                     |                 |
| YOH グレート-O-カーン | 32分40秒 オーバー・ザ・トップロープ | 矢野通 石森太二 |
| ※シングルマッチからスタートして1分毎に1選手が登場してくる時間差バトルロイヤル。敗れた選手から退場していき、最後の4選手になった時点で決着とする。なおトップロープを超えて場外に転落した選手も退場となる。出場選手と順番はテーマ曲によって発表とする。最後に残った上記4選手が、2024年1月5日東京・墨田区総合体育館大会で行われる『KOPW 2024』争奪戦4WAYマッチ進出権を獲得する。 【退場順】 1.アレックス・コグリン、2.ゲイブ・キッド、3.ジェフ・コブ、4.シェイン・ヘイスト、5.マイキー・ニコルス、6.石井智宏、7.マスター・ワト、8.フジタ"Jr"ハヤト&DOUKI、9.SHO、10.高橋裕二郎、11.金丸義信、12.タイチ&飯塚高史、13.チェーズ・オーエンズ |                                     |                 |

| 2024年1月5日 墨田区総合体育館 |                                                            |                              |
| 『KOPW 2024』争奪戦 4WAYマッチ 10ミニッツラストピンフォールマッチ                                                                                |                                                            |                              |
| 矢野通 YOH | 10分00秒 横入り式エビ固め（最終3カウントピンフォール獲得） | グレート-O-カーン● 石森太二○ |
| ※石森が『KOPW 2024』保持者となる。 ※10分間の中で最後に3カウントを取った選手が勝利となる。なお時間内であれば3カウントが入っても試合は続行となる。 |                                                            |                              |

| 2024年1月20日 愛知県体育館 |                     |                               |
| 『KOPW 2024』争奪戦 10ミニッツイシモリングフィットマッチ |                     |                               |
| ●石森太二 （保持者） | 10分00秒 ベルト獲得 | グレート-O-カーン○ （挑戦者） |
| ※挑戦者が『KOPW 2024』保持者となる。 ※石森提案ルール「10ミニッツイシモリングフィットマッチ」 試合開始から10分後にベルトを手にしていた選手が勝利となる。3分ごとに試合時間がストップし、30秒間でできるサーキットトレーニングが行なわれる。 |                     |                               |

| 2024年3月31日 アクトシティ浜松 |                          |                          |
| 『KOPW 2024』争奪戦 地方再生マッチ～浜松編～ |                          |                          |
| ○グレート-O-カーン （保持者） | 14分32秒 4コーナータッチ | タンガ・ロア● （挑戦者） |
| ※2-1で保持者が『KOPW 2024』防衛に成功。 ※ｰOｰカーン提案ルール「地方再生マッチ～浜松編～」3ラウンド制 - 1Rは「より多くのカバーカウントを獲った方が勝利（10分1本勝負）」（8-9で挑戦者の勝利）。 - 2Rは「浜松にちなんだ食べ物（浜松餃子）で大食い対決（5分1本勝負）」（37ｰ34で保持者の勝利）。 - 3Rは「4コーナータッチルール（時間無制限1本勝負）」（保持者の勝利）。 |                          |                          |

| 2024年4月27日 広島サンプラザ |                             |                      |
| 『KOPW 2024』争奪戦 地方再生マッチ～広島編～ |                             |                      |
| ●グレート-O-カーン （保持者） | 16分50秒 テーブルクラッシュ | 上村優也○ （挑戦者） |
| ※1-2で挑戦者が『KOPW 2024』保持者となる。 ※ｰOｰカーン提案ルール「地方再生マッチ～広島編～」3ラウンド制 - 1Rは「マツダ車で使用しているタイヤをリング上で4つ積み上げたほうが勝利」（挑戦者の勝利）。 - 2Rは「広島レモン早食い対決（1個）」（保持者の勝利）。 - 3Rは「NO DQテーブルクラッシュマッチ」（挑戦者の勝利）。 |                             |                      |

| 2024年6月9日 大阪城ホール |                                      |                               |
| 『KOPW 2024』争奪戦 ストームキャッチルール                                                                                        |                                      |                               |
| ●上村優也 （保持者） | 10分36秒 変形エリミネーター→エビ固め | グレート-O-カーン○ （挑戦者） |
| ※挑戦者が『KOPW 2024』保持者となる。 ※上村提案ルール「ストームキャッチルール」 15分1本勝負。打撃禁止。ロープエスケープは2回まで。 |                                      |                               |

| 2024年11月17日 大阪府立体育会館 |                                |                      |
| 『KOPW 2024』争奪戦 ハードコアルール |                                |                      |
| ○グレート-O-カーン （保持者） | 21分13秒 エリミネーター→体固め | 鈴季すず● （挑戦者） |
| ※保持者が『KOPW 2024』防衛に成功。 ※鈴季提案ルール「ハードコアルール」 保持者は、負けたら辮髪と髭を剃る。この試合ではファン投票を行なわず、保持者が了承する形で挑戦者提案のルールがそのまま採用された。 |                                |                      |

| 2024年12月22日 後楽園ホール |                             |                    |
| 『KOPW 2024』争奪戦 KOPW3年間集大成3本勝負 |                             |                    |
| △グレート-O-カーン （保持者） | 23分34秒 ダブルノックアウト | タイチ△ （挑戦者） |
| ※1-1で-O-カーンが『KOPW 2024』覇者となる。 ※タイチ提案ルール「KOPW3年間集大成3本勝負」 過去のKOPW争奪戦で採用された8種類のルールからくじ引きで3つを選び、その3つで3本勝負とする。 - 1本目は「ノーロープ場外押し出しマッチ」（挑戦者の勝利）。 - 2本目は「金丸義信レフェリーマッチ」（保持者の勝利）。 - 3本目は当初「ラストマンスタンディング ランバージャックデスマッチ」だったが、開始直前に挑戦者がランバージャックからエニウェアルールへの変更を要請、「ラストマンスタンディング・エニウェア・マッチ」となった（両者引き分け）。 |                             |                    |

## エピソード
矢野通はKOPWのトロフィーを「ベイビー」と呼んで大切に扱っていた。一方、トロフィーは他の選手に何度も破壊されており、その都度に矢野が修復を行っていた。なお、チェーズ・オーエンズが2021年9月以降も防衛を続けて『KOPW 2021』覇者になった際には、エル・ファンタズモのスーパーキックでトロフィーが破壊される予定であった。